# Olivier Herter
Olivier M. Herter (Blaricum, 1995) is een Nederlands-Duitse schrijver, acteur en performancekunstenaar. Herter verwierf bekendheid als scenarioschrijver van de bekroonde virtualreality-film Songs for a Passerby. Zijn oeuvre omvat onder andere toneelstukken, gedichten, scenario’s, libretto’s en performances, en zijn werk is in meerdere talen vertaald.

## Biografie
Na de middelbare school ging Herter geschiedenis en rechtsgeleerdheid studeren aan de Universiteit van Amsterdam. In 2016 werd hij aangenomen aan de Toneelacademie Maastricht, waar hij tot 2020 studeerde aan de acteursopleiding. Na zijn afstuderen aan de Toneelacademie studeerde Herter filosofie aan de KU Leuven. Tijdens zijn opleidingen trad hij al met regelmaat op in Nederland en Vlaanderen met voordrachten van eigen schrijfwerk. Ook was hij te zien in de films Hoe het zo kwam dat de ramenlapper hoogtevrees kreeg als jonge Alfred in 2016 en in de film Pestkop als Lucas in 2017. Sinds 2019 is Herter werkzaam als schrijver. In dat jaar schreef hij het libretto van de Opera van de Vallende Mens. Deze virtualreality-opera was onder andere te zien in Eye Filmmuseum en Staatsschauspiel Dresden. In 2020 was hij artist-in-residence in toonaangevende club De School in Amsterdam.
In 2023 schreef hij de virtualreality-film Songs for a Passerby, geregisseerd door Celine Daemen. Deze VR-film ging in première tijdens de 80e editie van het Filmfestival van Venetië en werd daar bekroond met de Venice Immersive Grand Prize, de hoofdprijs van het extended reality-onderdeel van de Biënnale van Venetië. Het werk werd door zowel de internationale als Nederlandse pers positief ontvangen. De Nederlandse première beleefde de operafilm op 20 september 2023 in het Muziekgebouw, Amsterdam. Herter kreeg als schrijver nationaal en internationaal lof voor zijn onconventionele werk, alsmede voor zijn bijdrage aan de ontwikkeling van vernieuwende scripts op het gebied van immersieve nieuwe media.
In het najaar van 2023 werd zijn theatertekst Dat het was.. voor het eerst vertolkt door toneelspelerscollectief 't Barre Land in poëziepodium Perdu in Amsterdam. De officiële première was twee jaar later op 5 maart 2025 in Theater Frascati, Amsterdam. Naar aanleiding van de première gaf Herter een interview in Het Parool over de monoloog en het ongrijpbare van trauma. De tekst en voorstelling werden goed ontvangen. April 2025 verscheen het werk als luisterverhaal op literair platform Hard//hoofd.

## Filmografie
- Songs for a Passerby (scenario VR-operafilm, 2023)

## Prijzen
| Jaar | Prijs                    | Categorie                    | Genomineerde(n)      | Uitslag  |
| ---- | ------------------------ | ---------------------------- | -------------------- | -------- |
| 2023 | Filmfestival van Venetië | Venice Immersive Grand Prize | Songs for a Passerby | Gewonnen |